# Kufur Aboush
 (avril 2015).
Si vous disposez d'ouvrages ou d'articles de référence ou si vous connaissez des sites web de qualité traitant du thème abordé ici, merci de compléter l'article en donnant les références utiles à sa vérifiabilité et en les liant à la section « Notes et références ».
Reliée administrativement au district de Tulkarem, Kufur Aboush est un village palestinien de Cisjordanie. 

## Description
Ce village est l'un des villages occupés par l'armée Israélienne pendant la guerre de 1967. 5 000 donoums[Quoi ?] de ses terres ont été confisquées par l’occupation pour la création des colonies.
Comme partout en Palestine, le village a subi les conséquences de la guerre de 1967, les villageois ayant pris la fuite et laissé leurs maisons à cause des invasions israéliennes. Les villageois étaient en route vers Naplouse, lorsque arrivés à Jit, un village à proximité de Naplouse, après avoir entendu dire que l’armée israélienne avait quitté les lieux, ils sont retournés au village[réf. nécessaire].
Le village avait aussi son rôle de résistance pendant la première Intifada lorsqu'un soldat israélien a été enlevé et caché par des résistants palestiniens avant qu’il soit libéré à la suite de l'intervention militaire de l'armée israélienne : les soldats israéliens ont rassemblé tous les habitants du village dans l'école et fouillé toutes les maisons du village.
L'ex-ministre de la défense israélien Levi Eshkol a déclaré à l’époque que Gaza était tombé et il ne restait que Kufur Aboush. Le village est appelé depuis cet événement « la forteresse du nord » pour son rôle clé dans la résistance.

## Localisation géographique
Le village se trouve dans un endroit géographique stratégique qui donne une vue sur la mer Méditerranée. Il est sur la bordure du massif  montagneux  après la plaine côtière de la mer Méditerranée. Il se trouve à 16 km au sud-est de Tulkarem, dans le département de Kafryat, sur une colline de 320 mètres d'altitude. Il est bordé par Kur et Kufur Sour au nord, Kufur Zibad à l'ouest, Baka Alhatab à l'est et Seer-Jayous au sud.

## Populations
D'après le recensement mené par le Bureau central palestinien des statistiques en 2015, Kufur Aboush compte 1 709 habitants.

### Les familles de Kufur Aboush
- Khalaf
- Rayan
- Jbara
- Saife
- Tahina
- Al Shekh Hussien
- Boushnaq

## Appellation
Ses habitants sont d'origine africaine. Ils sont originaires de Bani Taboush ; une tribu africaine ayant quitté la ville de Rafesh pour s'installer en Palestine.

## Économie
Le village à une superficie de 4 932 Donoums[Quoi ?] et réputé pour ses champs d’oliviers et d'amandiers, ce qui a fait de lui l'un des grands exportateurs d'huile d'olive dans le monde arabe. La célébrité du village n'est pas due uniquement à l'huile mais aussi à la danse et au chant populaire  El-sahjeh et au nombre élevé de diplômés parmi ses habitants.[réf. nécessaire]. .

## Monuments historiques
Le village abrite plusieurs sites touristiques et maisons historiques :
- les ruines de Beit gifa : ses ruines datant de l’époque des croisés.
- La grotte de shifa.
- Alakayeb : un grand terrain.
- Ras al dinar : un grand terrain.
- La maison Al-Shami : une vieille maison.
- Khirbat Hammadi : des maisons abandonnées

On trouve dans le village une crèche, une école maternelle, deux grandes mosquées, une clinique, un centre culturel, une piscine, un café et deux écoles :
- Une école élémentaire pour les garçons et les filles : située au centre de la ville.
- Un lycée pour les garçons et les filles : situé à l'est de la ville.

## Kufur Aboush, «la forteresse du Nord»
Les habitants du village ont connu dans la région par leur gentillesse, leur grande générosité, leur hospitalité et leur accueil chaleureux envers les visiteurs palestiniens et étrangers[réf. nécessaire], c'est pour cela qu’ils ont construit une maison de repos et d'accueil « Madafah » ; un endroit situé au centre du village pour accueillir et nourrir les visiteurs ou même les passants à travers le village.

## Galerie

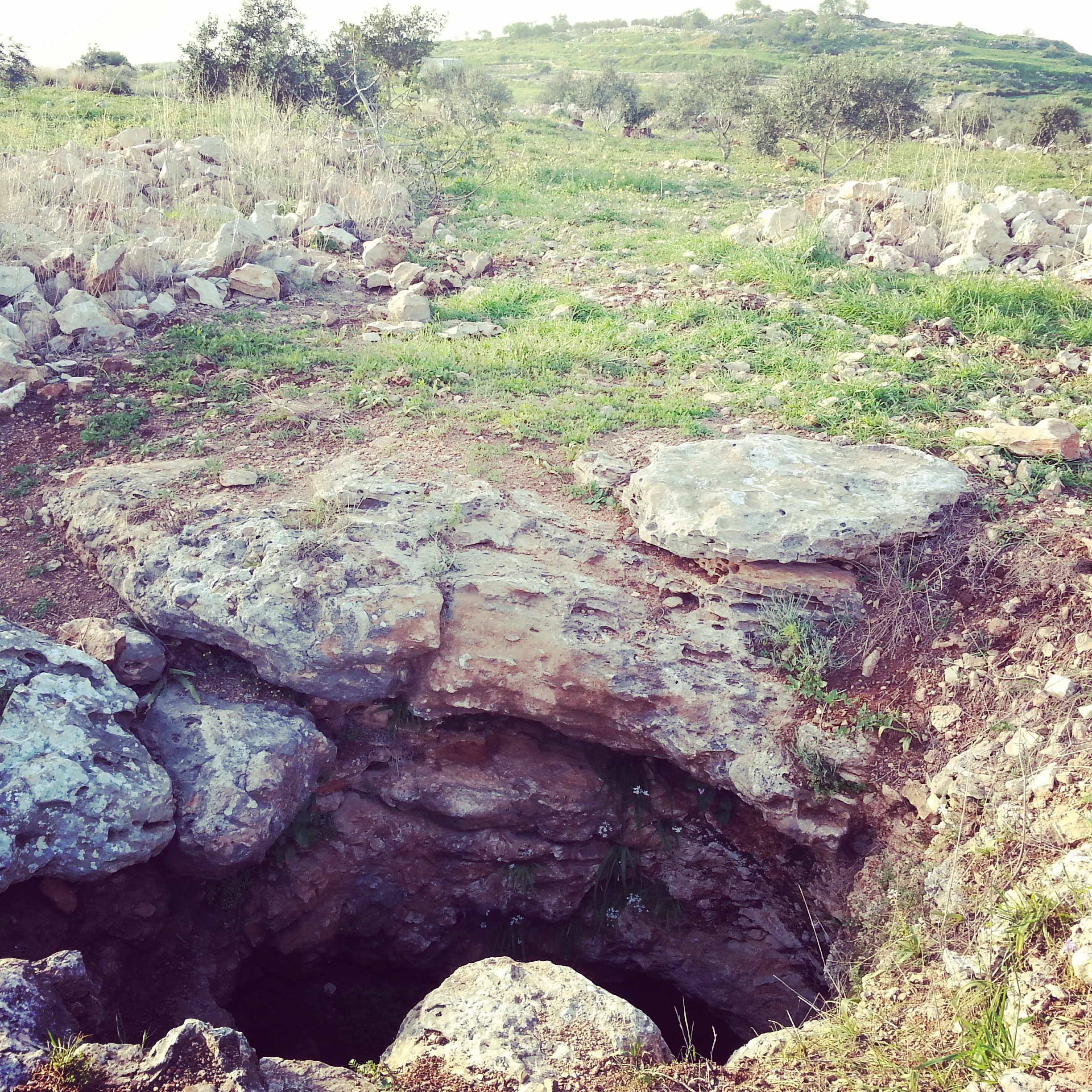
La grotte de shifa.
Une piscine
Khirbat Hammadi
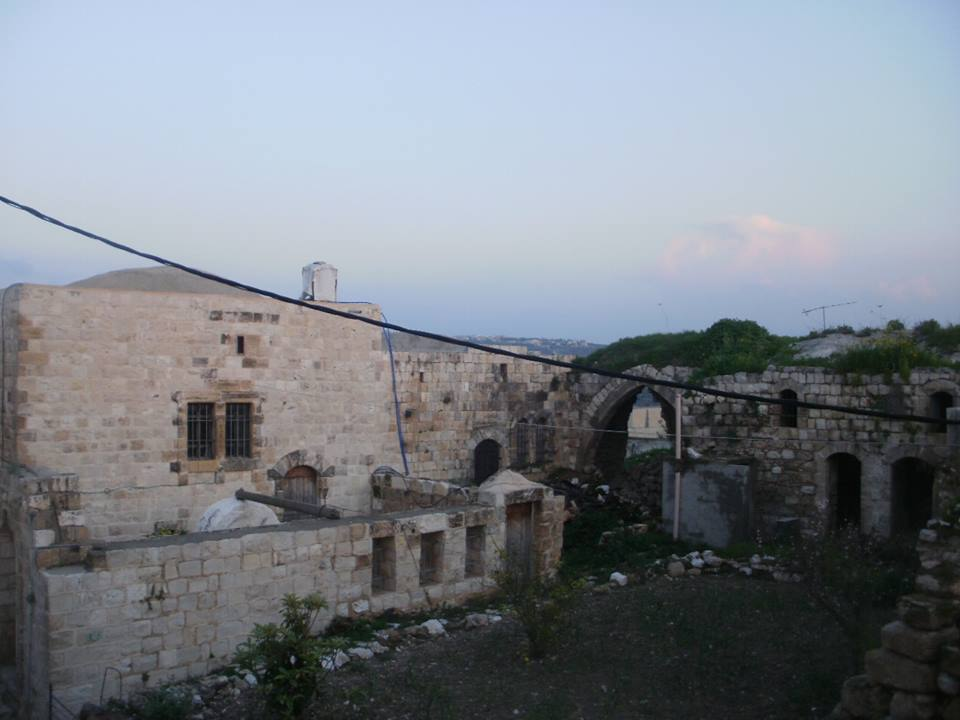
La maison Al-Shami
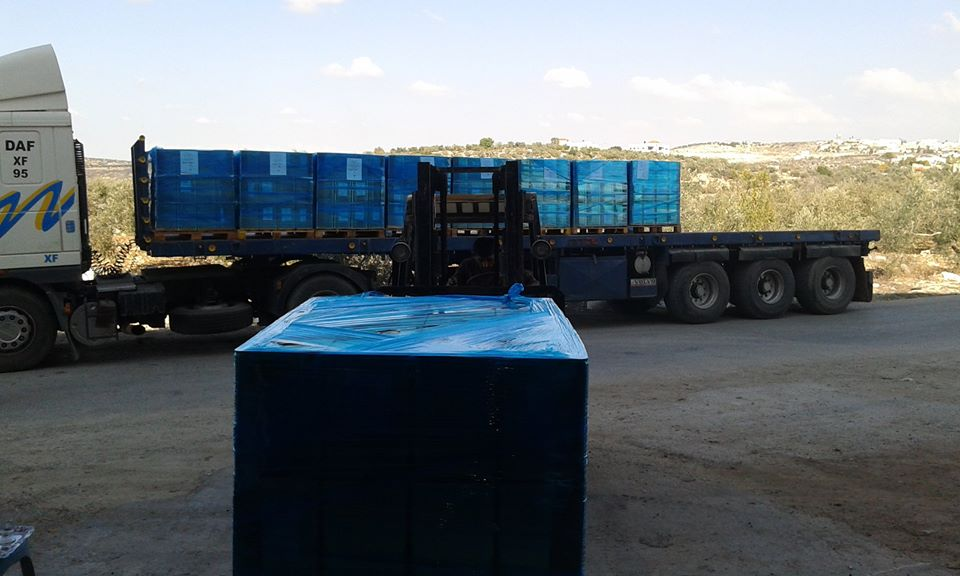
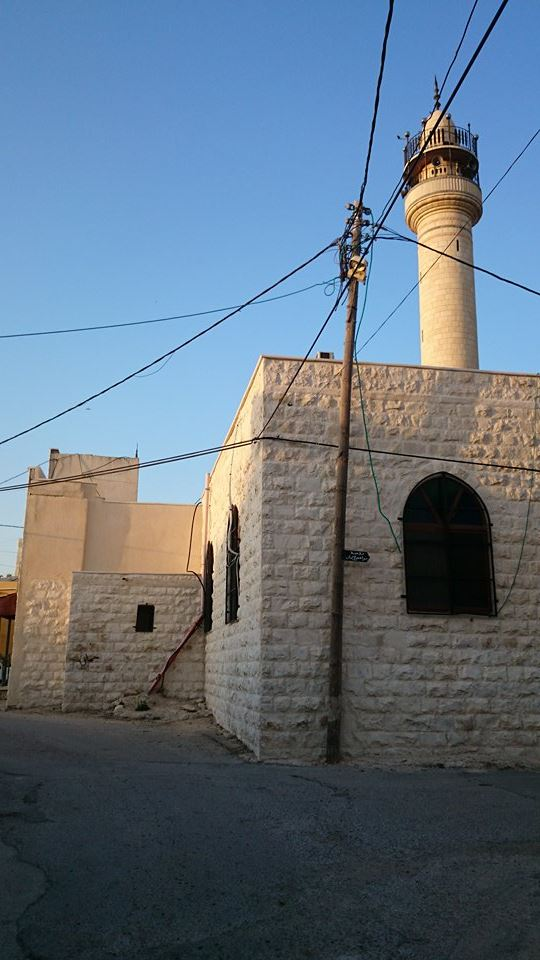
La vieille mosquée
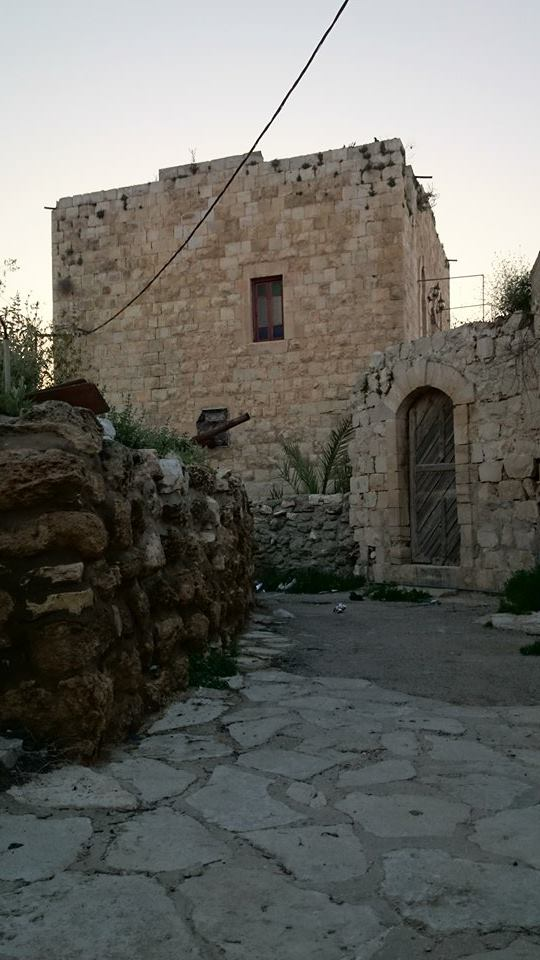
La maison Al-Shami